# Heather Headley

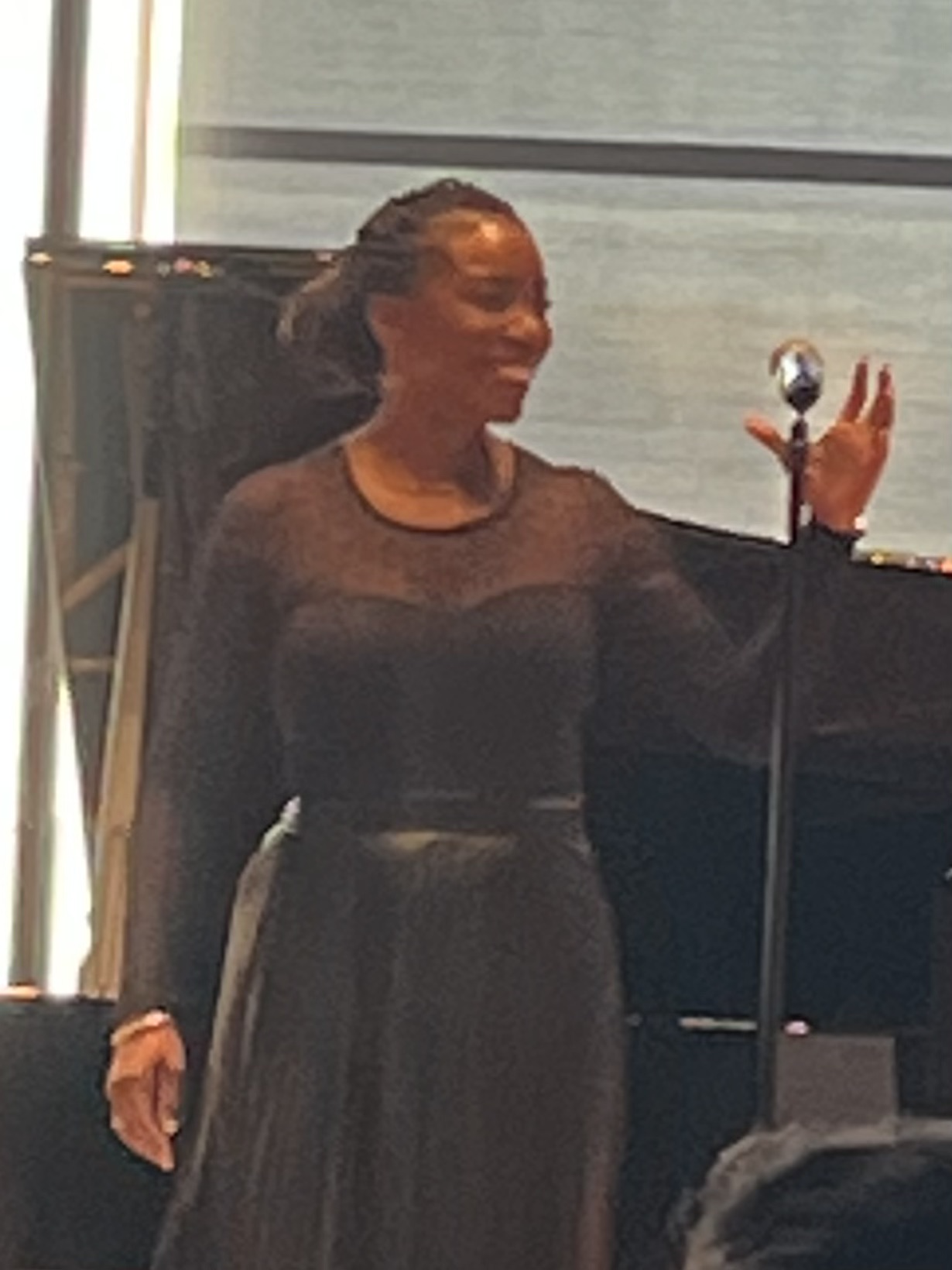
Heather Headley (2022)

Heather Headley (* 5. Oktober 1974 in Barataria, Trinidad und Tobago) ist eine trinidadische Sängerin und Schauspielerin, Produzentin und Songwriterin.

## Leben

### Kindheit und Jugend
Heather Headley konnte bereits mit vier Jahren Klavier spielen. Die Tochter eines Pastors kam während ihrer Kindheit mit mehreren Musikrichtungen in Kontakt und begann sich für die Richtung Calypso, Reggae und Soca zu interessieren. Im Alter von fünfzehn Jahren zog sie mit ihrer Familie in die Vereinigten Staaten um, nach Fort Wayne in Indiana, da ihrem Vater dort neue Berufsaussichten bevorstanden. Nachdem Heather Headley an der High School ihren Abschluss erlangte, schrieb sie sich an der Northwestern University für die Bereiche Kommunikation und Musical Theater ein. Sie entschied sich jedoch gegen Ende ihres Studiums gegen eine akademische Laufbahn und trat einer Theatergruppe bei.
Schon während ihres Studiums trat sie auf der Theaterbühne auf: Sie übernahm eine Rolle in den Stücken Dreamgirls und The World Goes Round im Marroitt Lincolnshire Theatre.

### Karriere
1997 erhielt sie ihre erste Rolle beim Theater. Die Firma Disney gab ihr die Rolle der Nala im Musical König der Löwen. Kurz darauf wurde sie von RCA Records unter Vertrag genommen und widmete sich nun der Musikbranche. Ein Jahr darauf sang sie mit Kenny Lattimore für das Musical König der Löwen II das Lied Love Will Find a Way, das auch in der Werbung für dieses Musical ausgestrahlt wurde.
Im Oktober 2002 erschien ihr Debütalbum mit dem Titel This Is Who I Am. Obwohl ihre erste Single He Is gelobt wurde, schaffte sie es nicht, in den Charts nach oben zu gelangen. Lediglich in den Dance-Charts erreichte sie Platz 4. Mit ihrer zweiten Single I Wish I Wasn’t war sie erfolgreicher und schaffte es sogar, damit eine Nominierung bei den Grammy Awards zu erreichen. Ihr Album konnte sich schließlich eine halbe Million Mal verkaufen und wurde mit Gold ausgezeichnet. 2004 hatte sie einen Cameo-Auftritt in der Fortsetzung von Dirty Dancing als Sängerin.
Ihr zweites Album erschien 2006 unter dem Titel In My Mind. Dieses Album erreichte Platz eins in den R&B-Charts. Der Titelsong wurde ein Dance-Hit und als Remix ein Nummer-eins-Hit in den US-Dance-Charts. Im selben Jahr trat sie beim Konzert Under the Desert Sky von Andrea Bocelli auf und sang mit ihm unter anderem den Welthit The Prayer. 2007 trat sie erneut mit Bocelli auf, diesmal in Italien im Teatro del Silenzio nahe Lajatico und sang mit ihm erneut The Prayer und Vivo per lei, wobei diesmal eine englisch-italienische Version gesungen wurde.
2009 erschien ihr Album Audience of One, in dem sie eine neue Musikrichtung einschlug: Gospel. Seit 2020 gehört sie zum Hauptcast der Serie Süße Magnolien, in der sie die Rolle der Helen Decatur verkörpert. 2021 erschien der Film Respect, in der sie eine Nebenrolle spielt.

## Privates
Heather Headley ist seit dem 6. September 2003 mit Brian Musso verheiratet, einem ehemaligen Footballspieler, der bei den New York Jets aktiv war.

## Filmografie
- 2004: Dirty Dancing 2 – Heiße Nächte auf Kuba (Dirty Dancing: Havana Nights)
- 2004: Breakin’ All The Rules
- 2017–2019: Nola Darling (She's Gotta Have It, 8 Folgen)
- 2018–2021: Chicago Med (14 Folgen)
- 2019: Die Garde der Löwen (The Lion Guard, 3x07)
- seit 2020: Süße Magnolien (Sweet Magnolias)
- 2021: Respect

## Diskografie

### Alben
- 2002: This Is Who I Am
- 2006: In My Mind
- 2009: Audience of One
- 2012: Only One in the World

## Auszeichnungen
- 1999: Tony Award als Beste Darstellerin im Musical Aida
- 2003: Soul Train Lady of Soul Award für He Is
- 2003: Soul Train Lady of Soul Award für I Wish I Wasn’t
- 2010: Grammy für Audience of One als bestes zeitgenössisches R&B-Gospelalbum

### Nominierungen
- 2000: Sarah Siddons Award für ihre Arbeit am Theater in Chicago
- 2004: Grammy Award als Beste Newcomerin